# سلطان القليميش
سلطان القليميش مواليد 11 ديسمبر 1996 في ، السعودية، هو لاعب كرة قدم سعودي.

## مسيرة اللاعب
مثل نادي الهلال في الفئات السنية و لعب بعدها مع نادي الرائد ونادي المجزل ونادي التقدم ونادي الرياض ونادي النهضة.